# Prinia hypoxantha
La prinia del Drakensber (Prinia hypoxantha) es una especie de ave paseriforme de la familia Cisticolidae endémica del este del África austral. Habita en los montes Drakensberg, en el límite del bosques, en hondonadas arboladas y laderas cubiertas de helechos. La prinia del Drakensberg en el pasado se consideró una subespecie de la prinia del Karoo (P. maculosa).